# Peter de la Billière
Sir Peter Edgar de la Cour de la Billière, KCB, KBE, DSO, MC&Bar (* 29. April 1934 in Plymouth, Devon, England) ist ein ehemaliger britischer Offizier der British Army, der unter anderem zwischen 1979 und 1983 beim Special Air Service (SAS), der Spezialeinheit der British Army diente, sowie zuletzt als General während des Zweiten Golfkrieges zwischen Oktober 1990 und März 1991 Kommandeur der britischen Streitkräfte im Mittleren Osten und dabei für die Durchführung der Operation Granby zuständig war.

## Leben

### Offiziersausbildung und Direktor des SAS
Peter Edgar de la Cour de la Billière, Sohn des Marinearztes Lieutenant Commander Denis de la Billière und dessen Ehefrau Kitty Lawley, trat nach dem Besuch der Wellesley House School und der renommierten 1572 gegründeten Harrow School 1952 in das Leichte Infanterieregiment King’s Shropshire Light Infantry ein. Er war danach Leutnant (Second Lieutenant) im Leichten Infanterieregiment Durham Light Infantry und wechselte 1956 zum 22. Regiment des Special Air Service (SAS), der Spezialeinheit der British Army. Für seinen Einsatz während der sogenannten „Malayan Emergency“ in der Föderation Malaya wurde er am 21. April 1959 im Kriegsbericht erwähnt (Mentioned in dispatches) und bekam für seinen Einsatz auf der Arabischen Halbinsel 25. August 1959 das Military Cross (MC) verliehen. 1962 wurde er in die Kolonie Aden versetzt und begann 1964 einen Lehrgang am Staff College Camberley, den er allerdings nicht bestand. Im Anschluss war er als Major Kommandeur (Commanding Officer) des A Squadron 22 SAS, mit dem er in Borneo während des „Konfrontasi“ genannten Konflikts zwischen Indonesien und Malaysia zum Einsatz kam, und für den er mit einer Spange (Bar) zum Military Cross ausgezeichnet wurde.
Im Anschluss bestand de la Billière den Lehrgang am Staff College Camberley und war danach Stabsoffizier für militärisches Nachrichtenwesen (G2) im Strategischen Kommando sowie stellvertretender Kommandeur des 22. SAS-Regiments, dessen Kommandeur er von 1972 bis 1974 war. Für einen Einsatz in Musandam und Dhofar in Oman wurde ihm als Oberstleutnant (Lieutenant Colonel) am 27. Januar 1976 der Distinguished Service Order (DSO) verliehen. Nach darauf folgenden Verwendungen wurde er als Brigadegeneral (Brigadier) schließlich 1979  Nachfolger von Brigadegeneral John Watts als Direktor des Special Air Service (SAS). Er verblieb auf diesem Posten bis zu seiner Ablösung durch Brigadegeneral John Foley 1983. Während dieser Zeit kam es durch die Operation Nimrod zur Beendigung der Geiselnahme in der iranischen Botschaft in London 1980. Außerdem war er verantwortlich für die Planung der Operation Mikado im Mai 1982, bei der während des Falklandkrieges SAS-Einheiten auf dem Stützpunkt der argentinischen Luftstreitkräfte (Fuerza Aérea Argentina) in Río Grande fünf Kampfflugzeuge vom Typ Dassault Super Étendard zerstörten. Für seine Verdienste wurde er am 31. Dezember 1982 zum Commander des Order of the British Empire (CBE) ernannt.

### Aufstieg zum General und Zweiter Golfkrieg
Im Juni 1984 wurde Peter de la Billière auf die Falklandinseln versetzt und übernahm dort den Posten als Kommandeur der britischen Streitkräfte im Südatlantik (Commander, British Forces, Falkland/South Atlantic Islands). Am 2. Januar 1985 wurde er zum Generalmajor (Major-General) befördert, wobei die Beförderung auf den 20. Juni 1983 zurückdatiert wurde. Nach seiner Rückkehr löste er im September 1985 Generalmajor Peter Chiswel als Kommandierenden General von Wales (General Officer Commading, Wales) ab. Er verblieb in dieser Verwendung bis Dezember 1987 und wurde im Anschluss von Generalmajor Morgan Llewellyn abgelöst. Zum 31. Dezember 1987 wurde er zum Knight Commander des Order of the Bath (KCB) geschlagen und führte fortan den Namenszusatz „Sir“.
Im Januar 1988 wurde Generalleutnant (Lieutenant-General) de la Billière Oberkommandierender des Militärbezirks Süd (General Officer Commanding-in-Chief, South-East District) in der Garnison Aldershot und damit Nachfolger von Generalleutnant Michael Gray. Er blieb auf dieser Verwendung bis Dezember 1990, woraufhin Generalleutnant Richard Swinburn seine dortige Nachfolge antrat. Zuletzt war er als General während des Zweiten Golfkrieges Nachfolger von Air Chief Marshal Sandy Wilson zwischen Oktober 1990 und seiner Ablösung durch Air Vice Marshal Ian Macfadyen im März 1991 Kommandeur der britischen Streitkräfte im Mittleren Osten und dabei für die Durchführung der Operation Granby zuständig. Am 29. Juni 1991 wurde er auch zum Knight Commander des Order of the British Empire (KBE) geschlagen. Für seine Verdienste im Zweiten Golfkrieg wurde ihm am 8. Juni 1993 auch die kanadische Meritorious Service Medal verliehen.

## Veröffentlichungen
- Storm Command: A Personal Account of the Gulf War, London 1992
- Supreme Courage: Heroic Stories From 150 Years of the Victoria Cross, Little, Brown, London 2004, ISBN 0-316-72591-9.